# Текко, Тауно
Тауно Текко (эст. Tauno Tekko; 14 декабря 1994, Пярну) — эстонский футболист, полузащитник.

## Биография
Воспитанник пярнуского футбола. Во взрослом футболе начал выступать с 15-летнего возраста за команды своего родного города — «Вапрус» и «Пярну ЛМ», игравшие в первой лиге Эстонии.
В 2013 году перешёл в «Таммеку» (Тарту), в её составе дебютировал в высшем дивизионе 2 марта 2013 года в матче против «Левадии». За клуб из Тарту выступал в течение восьми сезонов, сыграв более 200 матчей в чемпионате страны. В сезоне 2016/17 стал финалистом Кубка Эстонии. В 2019—2020 годах был капитаном «Таммеки».
В 2021 году вернулся в «Вапрус» и провёл в клубе один сезон. на следующий год приостановил профессиональную карьеру и присоединился к клубу третьего дивизиона «Велко» (Тарту).
Всего в высшей лиге Эстонии сыграл 259 матчей и забил 23 гола (на конец 2021 года).
Выступал за юниорскую, молодёжную и олимпийскую сборную Эстонии. Участник Кубка Содружества 2014 и 2015 годов.

## Достижения
- Финалист Кубка Эстонии: 2016/17